# Васильев, Дмитрий Алексеевич
Дми́трий Алексе́евич Васи́льев (род. 16 июня 2004, Санкт-Петербург) — российский футболист, полузащитник клуба «Зенит», выступающий на правах аренды за «Сочи».

## Биография
Воспитанник академии футбольного клуба «Зенит». 10 февраля 2022 года на правах аренды до конца сезона перешёл в клуб первой лиги «Оренбург», провёл пять неполных матчей. 15 июля 2023 год в матче Суперкубка России против ЦСКА он дебютировал за «Зенит».
9 июля 2025 года перешёл в «Сочи» на правах аренды до конца сезона 2025/26.

## Достижения
«Зенит»
- Чемпион России: 2023/24
- Серебряный призёр чемпионата России: 2024/25
- Обладатель Кубка России: 2023/24
- Обладатель Суперкубка России: 2023